# Године врана (представа)
Године врана је име позоришне представе, рађена по истоименој драми Синише Ковачевића. Премијерно је изведена 12. и 13. марта 2022. године на великој сцени Народног позоришта, са две поставе глумаца, тј. алтернацијама неколико ликова. 

## О представи
Представа настаје из драме бестселера Синише Ковачевића, која је обојена историјским чињеницама, али и политичким елементима. Ово је прича о судбини опустошеног и осиромашеног Београда након завршетка и током првих година слободе након Првог светског рата, али и прича о забрањеној љубави. 
У овој представи се осликава стање година неочекиваних пријатељстава, профитера, тихих сахрана, вешања, грејања на паркет, двобоја и година жељних љубави. Описује се град жена-удовица и деце, град без мушкараца и град људи који се плаше вешала, а који су преживели три окупационе зиме. Вране су у овој представи равноправни грађани Београда и сведоци су догаћаја, оне су више од симбола, такође историјски су тачне за овај период београдског живота. 
Након голготе коју доживљавају војници прелазећи преко Албаније, Мачковог камена, Кајмакчалана, они се сада сусрећу са трагедијама које их чекају на њиховом кућном прагу. 
Радња је смештена у окупираном Београду 1917. и 1918. године, за време и након Првог светског рата. У средишту приче налази се породица Рајић чији се живот, након једне ситне крађе угља, учињене у крајњој нужди током ратних година претвара у трагедију. 
Радња не говори само о војничким недаћама, већ о недаћама цивилног становништва које је живело под окупацијом и након ослобођења земље. 

## Улоге
У представи учествује преко 60 људи на сцени и још толико ван сцене:
| Глумац                                     | Улога                     |
| ------------------------------------------ | ------------------------- |
| Калина Ковачевић                           | Јулија Кавран             |
| Петар Стругар / Вук Костић                 | Живојин Рајић             |
| Бранислав Томашевић / Александар Срећковић | Алојз Кавран              |
| Љиљана Благојевић                          | Катица Рајић              |
| Соња Колачарић                             | Живојинова жена           |
| Хаџи Ненад Маричић / Бојан Кривокапић      | Мијат Тамнавац            |
| Миодраг Кривокапић                         | Бата Душа                 |
| Владан Гајовић                             | Војвода Петар Бојовић     |
| Лепомир Ивковић                            | Генерал Седларевић        |
| Драган Николић                             | Еуген Долежал             |
| Милош Ђорђевић                             | Хашим из Фоче             |
| Немања Стаматовић                          | Леон Дробник              |
| Урош Урошевић                              | Желимир Петрас            |
| Душан Матејић                              | Карл Менинге              |
| Драган Секулић                             | Милан Ракић               |
| Предраг Милетић                            | Конобар Влада             |
| Бошко Пулетић                              | Моша Кумануди             |
| Танасије Узуновић / Драгослав Илић         | Краљ Петар                |
| Дарко Томовић                              | Арчибалд Рајс             |
| Бранкица Зорић Васовић                     | Меланија, Катицина сестра |
| Петар Божовић                              | пекар                     |
| Виктор Мустајбашић                         | Богдан                    |
| Гаврило Иванковић                          | Светозар                  |
| Анђелија Филиповић                         | Дуња                      |

| Редитељ           | Синиша Ковачевић                      |
| Инспицијент       | Сандра Роквић                         |
| Продуцент         | Вук Милетић / Јасмина Урошевић        |
| Музика            | Борислав Дубић                        |
| Сценограф         | Герослав Зарић / Владислава Канингтон |
| Костимограф       | Марина Меденица / Петра Фотез         |
| Драматург         | Данка Секуловић                       |
| Мајстор светла    | Миодраг Миливојевић                   |
| Мајстор маске     | Марко Дукић                           |
| Мајстор позорнице | Невенко Радановић                     |
| Мајстор тона      | Перица Ћурковић                       |
| Суфлер            | Гордана Перовски                      |

Играчи: Анђелко Павловић, Ленка Ранковић, Немања Латинчић, Предраг Дедић, Стефан Филиповић, Александар Марковић и ученици балетске школе „Лујо Давичо“, одсека за савремену игру: Маша Анић, Душан Бајчетић, Катарина Анић, Неа Јанковић, Ива Илиевска, Сташа Ивановић.
Чланице Балета Народног позоришта: Марина Милетић, Наталија Аксентијевић, Ивана Савић Јаћић.
Студенти глуме Факултета савремених уметности: Теодора Гачић, Марија Марковић, Нина Зечевић, Арон Бугарски, Милан Кузмановић, Илија Благојевић, Урош Кончар, Жељко Крстић, Ања Динић, Сава Милутиновић, Наташа Ласица, Марија Богдановић, Љубица Икић, Никола Драгашевић, Марија Пенић, Анђела Тришић, Стефан Фишер, Жељана Недељковић, Уна Козић.